# سوسن خونی (همانتوس)
سوسن خونی (همانتوس) (نام علمی: Haemanthus) نام یک سرده از زیرخانواده نرگس‌واران است.